# Александър Расницин
Алекса̀ндър Па̀влович Раснѝцин (на руски: Александр Павлович Расницын) е руски ентомолог и един от водещите световни специалисти в областта на палеоентомологията. През 2001 г. получава почетното звание „Заслужил деец на науката на Руската федерация“.

## Биография
Александър Павлович Расницин е роден на 24 септември 1936 г. в Москва. Още от малък има интерес към биологията и насекомите и като ученик посещава Кръжока за млади биолози на Московския зоопарк.
В периода 1955-1960 изучава специалността Ентомология в Московския държавен университет. Завършва с отличие и дипломна работа посветена на зимуването на ихнеумоните.
През 1960 започва работа в лабораторията за членестоноги на Палеонтологическия институт на РАН. Изпълнява различни длъжности, като в периода 1979–1996 и 2002-днес е ръководител на лабораторията.
През 1967 защитава дисертация на тема „Мезозойски ципокрили от подразред Symphyta и ранната еволюция на Xyelidae“, а през 1978 става доктор на биологическите науки с дисертацията си „Произход и еволюция на ципокрилите насекоми“.
През 1991 г. Расницин получава титлата професор, а през 2001 получава почетното звание „Заслужил деец на науката на Руската федерация“.

## Научна дейност
Като един от най-видните палеоентомолози, Расницин е описал около 250 нови биологични рода и над 800 фосилни вида насекоми. Допринася значително за развитието на систематиката на ципокрилите насекоми.

## Научни публикации
А. П. Расницин е автор на повече от 360 научни публикации, от които 13 книги (6 лични и 7 съавторски).